# Fiorenzo Magni
Pour les articles homonymes, voir Magni (homonymie).
Fiorenzo Magni, né le 7 décembre 1920 à Vaiano, dans la province de Prato, en Toscane et mort le 19 octobre 2012, est un coureur cycliste italien, qui fut l'un des champions italiens les plus performants et célèbres des années 1940 et 1950, le « troisième homme » du cyclisme italien, digne rival des champions du calibre de Fausto Coppi et Gino Bartali. Il fut surnommé le « Lion des Flandres » à la suite de ses trois victoires consécutives au Tour des Flandres. Il a détenu plusieurs records du monde dont celui des 100 kilomètres. Il est également le premier coureur à gagner une étape dans chaque grand tour, à la suite de sa victoire dans le contre-la-montre individuel de la septième étape du Tour d'Espagne 1955.

## Biographie

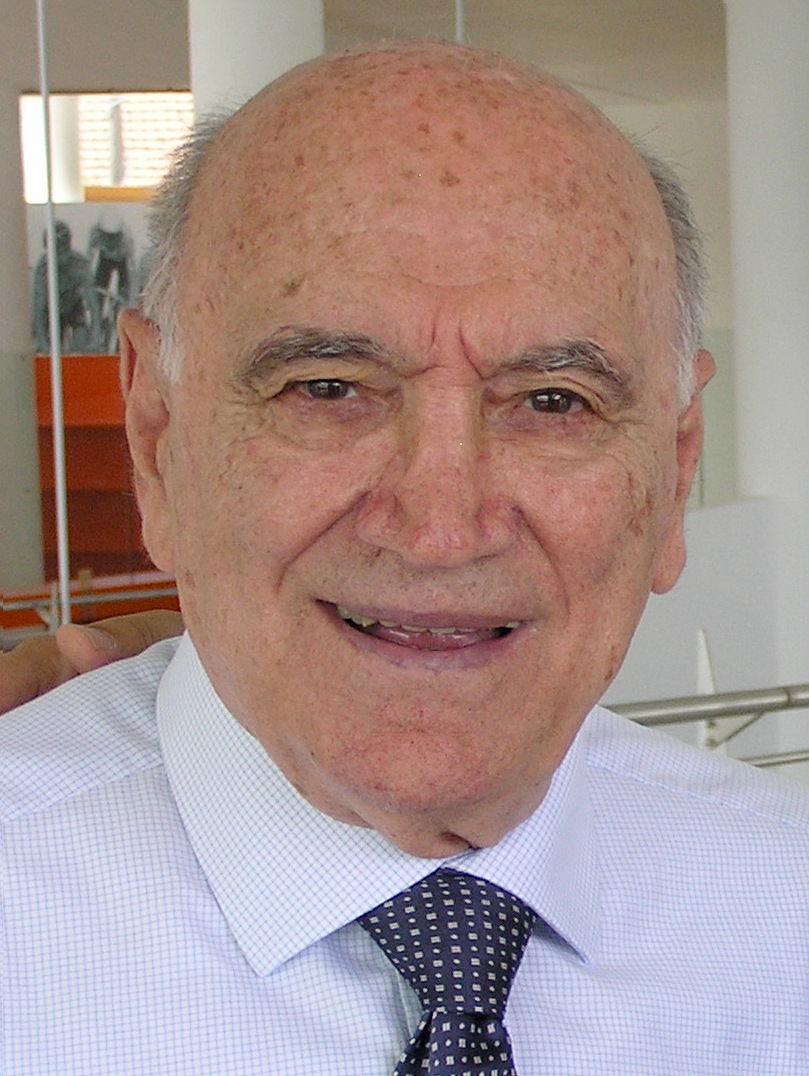
Fiorenzo Magni en 2007.

Fiorenzo Magni dut interrompre ses études pour aider son père dans la petite entreprise familiale de transport. Il devait beaucoup voyager à vélo et c'est ainsi qu'il s'est pris de passion pour le  cyclisme. En 1936, il débute dans la catégorie « aspirant » dans le club de l'Associazione Ciclistica Pratese, et passe l'année suivante dans la catégorie supérieure. Durant la Seconde Guerre mondiale, il appartient à la MVSN (puis la GNR), la milice fasciste sous le régime de Benito Mussolini. Il est alors suspendu en 1946 pour ce fait.
Son père décède en 1937, mais malgré les difficultés, il n'abandonne pas le cyclisme et en 1938, il passe chez les amateurs sous les couleurs de l'équipe A.C. Montecatini Terme. En 1939, il est sélectionné pour le championnat du monde sur route amateurs, auquel il ne peut prendre part à cause de la Seconde Guerre mondiale. Il a remporté de nombreuses courses chez les amateurs dont le Tour des Provinces de Milan en 1940.

### Professionnel
Il passe professionnel en 1940. En 1944, il déménage à Monza, mais la guerre et une disqualification (1946) l'empêchent de courir. Il recommence en 1947 dans l'équipe Viscontea. Ses bons résultats lui permettent d'être sélectionné pour les championnats du monde sur route de Reims où il termine 4e.
L'année suivante (1948), il se consacre aux « classiques du nord », emmagasinant de l'expérience. À sa deuxième participation, il remporte le Tour d'Italie. Une victoire sujette à polémique, à la suite d'une pénalité (120 secondes) considérée trop légère pour des poussettes lors d'une étape de montagne.
Cette victoire marquait le début d'une période faste : ses caractéristiques d'excellent rouleur-grimpeur doté d'une grande ténacité, lui ont permis de redresser des situations apparemment désespérées. Grâce à elles, il a remporté trois Tours des Flandres consécutifs, de 1949 à 1951 et deux autres Tours d'Italie (en 1951 et en 1955).
Il est l'un des rares coureurs italiens à participer aux classiques belges. Il remporte tant de prix intermédiaires au cours de son échappée victorieuse du Tour des Flandres 1950 qu'ils auraient acheté une maison avec ses gains,. En 1951, il est l'un des neuf coureurs à s'échapper du peloton à Ingelmunster. Il les lâche un par un jusqu'à ce qu'il se retrouve seul à Strijpen, au même endroit où il a placé son attaque victorieuse l'année précédente. Il parcourt les 75 derniers kilomètres seul et remporte le Tour des Flandres pour la troisième année consécutive. Magni s'impose avec plus de cinq minutes d'avance devant quatre étrangers.
L'histoire du Tour 1950 :
Fausto Coppi absent, Alfredo Binda tente de faire cohabiter le campionissimo Gino Bartali et Fiorenzo Magni. Ce dernier va s'emparer du maillot jaune à l'arrivée de la 11e étape Pau— Saint-Gaudens devant Ferdi Kübler et Louison Bobet devenant ainsi chef de file de la Squadra et virtuel vainqueur de la Grande Boucle. Son coéquipier Gino Bartali est à plus de 4 minutes. Le poids des ans jouant en sa défaveur, Gino Bartali auquel le public français reproche une querelle avec Jean Robic décide de se retirer du Tour prétextant que la sécurité de l'équipe italienne est menacée. Magni n'a pas eu voix au chapitre et a obtempéré avec toute la Squadra dans l'ombre du campionissimo. Pourtant Fiorenzo pouvait remporter cette édition du Tour de France 1950 mais Gino Bartali en a jugé autrement laissant la victoire au talentueux Suisse Ferdi Kübler.
En 1952, il est sur le point de remporter le championnat du monde au sprint lorsqu'un incident technique (bris de selle) l'en empêche, au profit de l'Allemand Heinz Müller. En 1953, il est en tête au Tour de Lombardie lorsqu'un signaleur l'envoie sur une mauvaise route, lui faisant perdre la course, gagnée finalement par Bruno Landi.
Parmi ses nombreux succès, on trouve trois Tours du Piémont, trois Trophées Baracchi et trois titres de champion d´Italie sur route.
Magni fut le premier à amener des sponsors extérieurs au cyclisme en (1954) avec Nivea-Fuchs, équipe où il fera ses trois dernières saisons. Il remporte son dernier Tour d'Italie (1955) à l'âge de 35 ans, aujourd'hui encore un record. Il se classe deuxième du suivant derrière Charly Gaul (Luxembourg), malgré une clavicule fêlée à la suite d'une chute lors de la 12e étape.

### Coureur à moral
Le plus bel exemple de « coureur à moral » d'après-guerre a été Fiorenzo Magni. Il était dominé en classe pure dans son pays par  Fausto Coppi et Gino Bartali, mais il avait sur ses rivaux l'avantage de posséder un caractère à toute épreuve, une ardeur inaltérable. S'il neigeait ou s'il pleuvait, il se réjouissait intérieurement, bien qu'il n'aimât pas la neige ou la pluie. Mais il se préparait à surmonter le mauvais temps, se gardant bien de manifester la moindre faiblesse, pour mieux décourager ses adversaires. Lui qui ne voyait jamais un pavé à l'entraînement, remporta à trois reprises le Tour des Flandres.

### Dirigeant et sélectionneur national
Après sa carrière, il a longtemps gardé un poste influent en tant que dirigeant. Il fut sélectionneur national et ensuite président de l'Association des Coureurs et enfin président de la Ligue Professionnelle.
En 2002, Fiorenzo Magni fait partie des coureurs retenus dans le Hall of Fame de l'Union cycliste internationale. En 2004, il a obtenu le Collare d'Oro al merito sportivo (mérite sportif) des mains du Président de la République Carlo Azeglio Ciampi.
Il meurt à 91 ans le 19 octobre 2012 au matin, à la suite d'une rupture d'anévrisme.

## Hommage
Le 7 mai 2015, en présence du président du Comité national olympique italien (CONI), Giovanni Malagò, a été inauguré  le Walk of Fame du sport italien dans le parc olympique du Foro Italico de Rome, le long de Viale delle Olimpiadi. 100 tuiles rapportent chronologiquement les noms des athlètes les plus représentatifs de l'histoire du sport italien. Sur chaque tuile figure le nom du sportif, le sport dans lequel il s'est distingué et le symbole du CONI. L'une de ces tuiles lui est dédiée .

## Palmarès

### Palmarès année par année
| - 1940 - Coppa Giulio Burci - 2e du Tour de la province de Milan (avec Vito Ortelli) - 1941 - Trophée Luigi Novara - Staffeta del Ventennale - 2e du Tour de la province de Milan (avec Adolfo Leoni) - 4e de Milan-San Remo - 9e du Tour de Lombardie - 1942 - Tour du Piémont - 3e du Tour de la province de Milan (avec Glauco Servadei) - 1943 - Tour de la province de Milan (avec Glauco Servadei) - 2e du championnat d'Italie sur route - 2e du championnat d’Italie de poursuite - 9e de Milan-San Remo - 1945 - Coppa Caldirola - Coppa Marangoni - 1947 - Trois vallées varésines - 2e du Tour de Vénétie - 3e du Grand Prix des Nations - 4e du championnat du monde sur route - 7e de Milan-San Remo - 9e du Tour d'Italie - 1948 - Tour d'Italie : - Classement général - 19e étape - 3e du championnat d’Italie de poursuite - 4e du Challenge Desgrange-Colombo - 5e de Paris-Roubaix - 1949 - Trophée Baracchi (avec Adolfo Grosso) - Tour des Flandres - 10e étape du Tour de France - Tour de Toscane - 2e du Tour de Romagne - 2e du Challenge Desgrange-Colombo - 3e de Milan-San Remo - 3e du Tour du Piémont - 4e du Tour de Lombardie - 6e du Tour de France - 9e du championnat du monde sur route - 1950 - Trophée Baracchi (avec Antonio Bevilacqua) - Bol d'or - Tour des Flandres - 16e étape du Tour d'Italie - 8e étape du Tour de France - 2e du Challenge Desgrange-Colombo - 3e de Paris-Roubaix - 4e de Milan-San Remo - 6e du Tour d'Italie - 1951 - Champion d'Italie sur route - Trophée Baracchi (avec Giuseppe Minardi) - Milan-Turin - Tour des Flandres - Tour du Latium - Tour de Romagne - Tour d'Italie - 18e étape du Tour de France - Médaillé d'argent du championnat du monde sur route - 3e du Challenge Desgrange-Colombo - 7e du Tour de France - 9e de la Flèche wallonne | - 1952 - Rome-Naples-Rome : - Classement général - 3eb étape - 6e et 22e (contre-la-montre) étapes du Tour de France - 2e du Tour d'Italie - 2e du Grand Prix de la Méditerranée - 2e du Tour de Calabre - 3e du Grand Prix de l'industrie et du commerce de Prato - 4e du championnat du monde sur route - 6e du Tour de France - 1953 - Champion d'Italie sur route - Sassari-Cagliari - Tour du Piémont - Rome-Naples-Rome : - Classement général - 1rec (contre-la-montre) et 5ea étapes - 10e, 16e et 21e étapes du Tour d'Italie - 9e et 22e étapes du Tour de France - Tour de Vénétie - 3e du Tour de Campanie - 7e du Tour de Lombardie - 8e de Paris-Roubaix - 9e du Tour d'Italie - 1954 - Champion d'Italie sur route - Tour de Toscane - Milan-Modène - 3eb étape de Rome-Naples-Rome - 2e du Tour de Lombardie - 2e de Milan-Turin - 3e de Bordeaux-Paris - 3e du Trophée Baracchi (avec Donato Piazza) - 6e du Tour d'Italie - 7e du Challenge Desgrange-Colombo - 8e de Milan-San Remo - 1955 - Tour d'Espagne : - Classement par points - 7e (contre-la-montre), 12e (contre-la-montre par équipes), 13e et 15e étapes - Tour d’Italie : - Classement général - 2e étape - Tour de Romagne - Milan-Modène - 2e du Tour de Campanie - 3e du championnat d'Italie sur route - 5e de Milan-San Remo - 1956 - Tour du Piémont - Tour du Latium - 2e du Tour d'Italie - 2e de Milan-San Remo - 2e du Challenge Desgrange-Colombo - 3e du Tour de Lombardie - 3e du Grand Prix de l'industrie et du commerce de Prato |

### Résultats sur les grands tours

#### Tour d'Italie
9 participations
- 1947 : 9e
- 1948 :  Vainqueur du classement général et de la 19e étape,  maillot rose durant 4 jours
- 1950 : 6e, vainqueur de la 16e étape
- 1951 :  Vainqueur du classement général,  maillot rose durant 10 jours
- 1952 : 2e
- 1953 : 9e, vainqueur des 10e, 16e et 21e étapes
- 1954 : 6e
- 1955 :  Vainqueur du classement général et de la 2e étape,  maillot rose durant 10 jours
- 1956 : 2e

#### Tour de France
5 participations
- 1949 : 6e, vainqueur de la 10e étape,  maillot jaune durant 6 jours
- 1950 : abandon (non-partant 12e étape), vainqueur de la 8e étape,  maillot jaune durant 1 jour
- 1951 : 7e, vainqueur de la 18e étape
- 1952 : 6e, vainqueur des 6e et 22e (contre-la-montre) étapes,  maillot jaune durant 2 jours
- 1953 : 15e, vainqueur des 9e et 22e étapes

#### Tour d'Espagne
1 participation
- 1955 : 13e, vainqueur du  classement par points et des 7e (contre-la-montre), 12e (contre-la-montre par équipes), 13e et 15e étapes

### Records
- Record des 100 km : 1942
- Record des 50 km : 1942
- Record des 30 miles : 1942